# 比德塔勒
比德塔勒（法語：Biederthal，发音：[bidəʁtal]）是法国上莱茵省的一个市镇，属于阿尔特基什区（Altkirch）阿尔特基什县（Altkirch）。该市镇总面积4.16平方公里，2009年时的人口为329人。

## 人口
比德塔勒人口变化图示